# Glypta minnesotae
Glypta minnesotae är en stekelart som beskrevs av Dasch 1988. Glypta minnesotae ingår i släktet Glypta och familjen brokparasitsteklar. Inga underarter finns listade i Catalogue of Life.